# Kabinett Costa III
Das Kabinett Costa III bildete vom 30. März 2022 bis zum 2. April 2024 die Regierung von Portugal. Am 2. April 2024 wurde es vom Kabinett Montenegro I abgelöst.

## Mitglieder
| Amt/Ressort                                    | Amtsinhaber | Amtsinhaber                                         | Partei    |
| ---------------------------------------------- | ----------- | --------------------------------------------------- | --------- |
| Premierminister                                |             | António Costa                                       | PS        |
| Präsidentschaftsangelegenheiten                |             | Mariana Vieira da Silva                             | PS        |
| Auswärtiges                                    |             | João Gomes Cravinho                                 | PS        |
| Verteidigung                                   |             | Helena Carreiras                                    | Parteilos |
| Inneres                                        |             | José Luís Carneiro                                  | PS        |
| Justiz                                         |             | Catarina Sarmento e Castro                          | Parteilos |
| Finanzen                                       |             | Fernando Medina                                     | PS        |
| Parlamentarische Angelegenheiten               |             | Ana Catarina Mendes                                 | PS        |
| Wirtschaft und Meer                            |             | António Costa Silva                                 | Parteilos |
| Kultur                                         |             | Pedro Adão e Silva                                  | Parteilos |
| Wissenschaft, Technologie und Hochschulbildung |             | Elvira Fortunato                                    | Parteilos |
| Bildung                                        |             | João Marques da Costa                               | PS        |
| Arbeit, Solidarität und soziale Sicherheit     |             | Ana Mendes Godinho                                  | PS        |
| Gesundheit                                     |             | Marta Temido (bis August 2022)                      | PS        |
| Gesundheit                                     |             | Manuel Pizarro Castro (ab September 2022)           | PS        |
| Umwelt und Klimaschutz                         |             | Duarte Cordeiro                                     | PS        |
| Infrastruktur und Wohnen (bis 4. Januar 2023)  |             | Pedro Nuno Santos (bis 4. Januar 2023)              | PS        |
| Infrastruktur (ab 4. Januar 2023)              |             | João Galamba (4. Januar 2023 bis 13. November 2023) | PS        |
| Infrastruktur (ab 4. Januar 2023)              |             | António Costa (ab 13. November 2023)                | PS        |
| Wohnen (ab 4. Januar 2023)                     |             | Marina Gonçalves (ab 4. Januar 2023)                | PS        |
| Territorialer Zusammenhalt                     |             | Ana Abrunhosa                                       | Parteilos |
| Landwirtschaft und Ernährung                   |             | Maria do Céu Antunes                                | PS        |